# Monuments nationaux de Velika Kladuša
Cet article recense les monuments nationaux situés sur le territoire de la municipalité de Velika Kladuša en Bosnie-Herzégovine et dans la fédération de Bosnie-et-Herzégovine. La liste établie par la Commission pour la protection des monuments nationaux compte 9 monuments nationaux inscrits sur la liste principale et 1 monument inscrit sur une liste provisoire.

## Monuments nationaux
| Monument                               | Localité             | Géolocalisation | Datation                                                                                  | Commentaire éventuel                                 | Photo |
| -------------------------------------- | -------------------- | --------------- | ----------------------------------------------------------------------------------------- | ---------------------------------------------------- | ----- |
| Église Saint-Georges de Velika Kladuša | Velika Kladuša       |                 | 1901                                                                                      | Église orthodoxe serbe                               |       |
| Mosquée de Šabići                      | Šabići               |                 | ?                                                                                         | Avec son harem abritant 70 nisans (stèles ottomanes) |       |
| Mosquée de Zagrad                      | Zagrad               |                 | 1879 ; à l'emplacement d'une mosquée plus ancienne                                        | Avec son harem abritant environ 100 nisans           |       |
| Gradska džamija (Mosquée de la ville)  | Velika Kladuša       |                 | 1901                                                                                      | Avec son harem                                       |       |
| Harem de la mosquée de Trnovi          | Velika Kladuša-Polje |                 | Période ottomane                                                                          | Avec 50 nisans                                       |       |
| Mosquée Barake                         | Grahovo              |                 | ?                                                                                         | Avec son harem abritant des nisans                   |       |
| Forteresse et mosquée de Todorovo      | Todorovo             |                 | Fin du XVe siècle et début du XVIe siècle, période ottomane (forteresse) ; 1868 (mosquée) | Site historique                                      |       |
| Forteresse de Vrnograč                 | Vrnograč             |                 | Moyen Âge                                                                                 |                                                      |       |
| Forteresse de Podzvizd                 | Podzvizd             |                 | Fin du XIIIe siècle ou début du XIVe siècle                                               |                                                      |       |

## Liste provisoire
| Monument                     | Localité       | Géolocalisation | Datation | Commentaire éventuel | Photo |
| ---------------------------- | -------------- | --------------- | -------- | -------------------- | ----- |
| Forteresse de Velika Kladuša | Velika Kladuša |                 | ?        |                      |       |